# فهرست اصطلاحات فوتبال
- آفساید
- آوانتاژ
- اوت
- بازی جوانمردانه
- بازی‌سازی
- پاس
- پاس به عقب
- پاس در عمق
- پاس گل
- پنالتی
- تکل
- توتال فوتبال
- دروازه
- دروازه‌بان
- دریبل
- سانتر کردن
- شهرآورد (دربی)
- شوت
- ضد حمله
- کارت زرد
- کارت قرمز
- کرنر
- گل به خودی
- گل
- مدافع
- مدافع جلوزن
- مهاجم
- نیمه اول
- نیمه دوم
- وقت اضافی
- هافبک
- اورلب
- اینترلب
- خطا
- خطای هند
- یارگیری
- یارگیری نفر به نفر
- یارگیری منطقه‌ای
- یک-دو
- کیلین شیت
- یک پا دو پا
- تکنیک
- تاکتیک
- تیکی تاکا
- وینگر
- جریمه شخصی
- جریمه تیمی
- محروم
- مصدوم
- کامبک
- پایین‌بست (لوبلاک)[۱]
- میان‌بست (میدبلاک)[۲]
- بالابست (های‌بلاک)

کات بک
وقت اضافه
سولو گل
دبل هتریک (6)
گلات(5)
پوکر(4)
هتریک(3)
دبل(نماد عدد 2)یا بریس
1. ↑  «پایین‌بست یا لوبلاک (Low-Block) در فوتبال؛ دِ باس پارکد By آقای خاص!». زوم اسپورت. ۲۰۲۵-۰۴-۲۰. دریافت‌شده در ۲۰۲۵-۰۴-۲۲.
2. ↑  «میان‌بست یا میدبلاک (Mid-Block) در فوتبال؛ میانه‌روی در فوتبال!». زوم اسپورت. ۲۰۲۵-۰۴-۲۱. دریافت‌شده در ۲۰۲۵-۰۴-۲۲.